# شوش (شهر باستانی)
شوش واقع در استان خوزستان یکی از قدیمی‌ترین سکونت‌گاه‌های شناخته‌شدهٔ جهان است. این شهر احتمالاً به سال ۴۰۰۰ پیش از میلاد پایه‌گذاری شده؛ با وجود این‌که نخستین آثار یک دهکدهٔ مسکونی در آن مربوط به ۷۰۰۰ سال پیش از میلاد هستند. طبق اسناد باستانی شوش از مهم‌ترین و باشکوه‌ترین شهرهای باستانی ایران و جهان بوده‌است و فعالیت‌های باستان‌شناسی در آن ادامه دارد.
این شهر باستانی به همراه آرامگاه دانیال نبی و تحت نام بقعه دانیال نبی/ شهر شوش و تپه‌های مجاور در تاریخ ۲۴ شهریور ۱۳۱۰ با شمارهٔ ثبت ۵۱ به‌عنوان یکی از آثار ملی ایران به ثبت رسیده‌است.

## محوطه باستانی شوش
پرونده محوطه تاریخی شوش در سی و نهمین نشست کمیته میراث جهانی سازمان علمی، فرهنگی و تربیتی ملل متحد (یونسکو) که در ژوئیه ۲۰۱۵ در شهر بن آلمان برگزاری شد با موافقت اعضا به ثبت جهانی رسید. این پرونده توسط نمایندگان وزارت میراث فرهنگی ارائه و دفاع شد و به عنوان هجدهمین اثر میراث جهانی در فهرست یونسکو به ثبت رسید. پرونده میراث فرهنگی شوش شامل کاخ شاپور، کاخ آپادانا، دروازه شرقی، کاخ هدیش، شهر پانزدهم، روستای هخامنشی، مسجد جامع شوش و … است.
شهر باستانی شوش روزگاری مرکز برخورد دو تمدن مهم بوده، که هریک به سهم خود در دیگری تأثیر داشته‌است، یکی تمدن میان‌رودان و دیگری تمدن ایلام. قرار گرفتن این منطقه در شمال خلیج فارس و نیز همسایگی با میان‌رودان در پیدایش این وضع ویژه تأثیر بسیاری داشته‌است.

## شوش ۱: دوران نوسنگی و مس‌سنگی
دشت‌های جنوب غربی ایران از مهم‌ترین مناطقی است که در مطالعهٔ سازوکار تشکیل اولین دولت‌ها مورد توجه قرار می‌گیرد.
از اواخر دوران نوسنگی و اوایل دوران مس‌سنگی در جنوب غربی ایران، شواهدی از ساخت کانال‌هایی برای انتقال آب از رودخانه‌ها به زمین‌های کشاورزی هست. به گفتهٔ کامیار عبدی، این دست پروژه‌ها سبب توسعهٔ اقتصادی و همچنین تغییراتی اجتماعی،  ازجمله تقسیم کار و ایجاد سلسله مراتب شد، چنانکه در بین خانه‌های ساخته‌شده در تپه چغامیش یکی از خانه‌ها به شکل قابل توجهی بزرگتر و خوش‌ساخت‌تر است.
این بنا شالوده‌ای گِلی، جرزهایی به شدت ضخیم، و نمای بیرونی خاصی داشته‌است.
حدود ۷٫۲۰۰ سال پیش در این منطقه (موسوم به دورهٔ سوزیانای کهن) روستاهایی با دو تا سه طبقهٔ اجتماعی تشکیل شده بوده‌است که رهبران و اطرافیان آن‌ها در بخش‌های بزرگتر و دیگران در جاهای کوچکتر می‌زیسته‌اند.
آنگاه که رهبران این روستاها به دنبال گسترش منطقهٔ نفوذ خود درمی‌آمده‌اند، درگیری‌های خشونت‌باری بین روستاها روی می‌داده‌است و طرف پیروز سکونت‌گاه طرف مغلوب را به آتش می‌کشیده‌است.
نمونهٔ آن چغامیش است که محوطهٔ آن در دوران اوجش به ۱۷ هکتار می‌رسیده‌است. چغامیش در نبردی منطقه‌ای تخریب شد و پس آن، شوش به‌عنوان مرکز منطقه ظهور کرد.
مهمترین بنای شوش در این دوران (موسوم به شوش ۱) بنای مستطیلی خشت خام است که به آکروپُل معروف است. آنچه امروزه از آکروپل مانده سکویی است به قاعدهٔ ۷ × ۱۴ متر و ۱٫۷ متر ارتفاع که ممکن است در اصل شالودهٔ بنایی مذهبی یا تشریفاتی بوده باشد. در این دوران گورستان عظیمی هم در شوش ساخته بوده‌اند.
چند نسل بعد از ساخت آکروپل، بنای عظیم دیگری نیز در شوش ۱ برپا کرده‌اند که احتمالاً محل سکونت افرادی بلندپایه بوده. این بنا در محوطه‌ای به ابعاد ۷۰ × ۷۵ متر ساخته شده و تا ۱۱ متر ارتفاع داشته‌است. گِردِ این سازه را حصاری از جنس خاک کوبیده به ضخامت شش متر ساخته بودند.
در حدود ۶٫۰۰۰ سال پیش (اوایل دوره اوروک) شوش ۱ رها شد.

## شوش ۲ (اوروکی)
اندکی بعد سکونت‌گاه دیگری در شوش بنا شد که به شوش ۲ موسوم است و ساختار مدیریتی سه طبقه‌ای در آن را، که با تسلط بر روستاهای کوچک اطراف همراه بود، از اولین سیستم‌های دولتی دانسته‌اند. شوش ۲ در اواخر دوران مس‌سنگی رها شد و تا برآمدن تمدنِ شوشِ نیاایلامی در عصر برنز متروک ماند.
شوش اوروکی احتمالاً در اوایل ۵ هکتار وسعت داشت و به باور برخی باستان‌شناسان وسعتش در اوج به ۲۵ هکتار می‌رسید. به‌نظر می‌رسد بخشی از شهر به خانه‌های مسکونی اختصاص داشته‌است و در آن اثری از کارگاه‌های تولیدی نیست.

## شوش ۳ (نیاایلامی)
به نظر می‌رسد شوش نیاایلامی حدود ۱۰ هکتار وسعت داشته‌است.
پیر آمیه شوش نیاایلامی را «شوش تقلیل‌یافته» توصیف می‌کند.
شواهد باستان‌شناسی نشان از حضور و تأثیر نیاایلامی‌ها در فلات مرکزی ایران دارند. دلیل این امر به‌نظر مربوط به شرایط پیچیدهٔ منطقه‌ای باشد و برخی پژوهشگران بر این باورند که گونه‌ای از استعمارگری در این دوران روی داده‌است.
کامل‌ترین یافته‌های قطعات نیاایلامی مربوط به سیلک ۴ و تپه یحیی ۴-سی هستند.
در فاز ۱۰ شهر سوخته و تپه حصار ۲ هم کتیبه‌هایی نیاایلامی یافت شده‌است.
بااین‌حال برخی محققان،  ازجمله هالی پیتمن، بر این باورند که فرهنگ نیاایلامی در این زمان جزئی از فرهنگ گسترده‌تر اوروک بوده‌است و حضور آن در مناطق فلات ایران را باید در امتداد گسترش اوروک دانست.
به‌هرشکل، فرهنگ نیاایلامی در حدود ۳٬۳۰۰ سال پ.م. در حوزهٔ رود کر در دشت داخلی فارس پدید آمد.
تا ۳٬۲۰۰ پ.م. در محوطهٔ شوش، که پس از رها شدن شوش ۲ (در اواخر دوران مس‌سنگی) متروک مانده بود، شهری بر پا شد که با عنوان «شوش ۳» یا «شوش نیاایلامی» شناخته می‌شود. تا ۳٬۰۰۰ پ.م. الواح و مهرهای مدیریتی نیاایلامی به تپه سیلک، تپه یحیی، و شهر سوخته و شاید حتی تپه حصار رسیده بود. شواهدی نیز از ارتباطات بین فرهنگ نیاایلامی و فرهنگ‌های آسیای میانه، جنوب شرقی آناتولی، و حتی مصر هست.

## شوش ۴ (ایلامی)
با پایان دوران بانش (اوایل عصر برنز میانی) شوش (موسوم به شوش ۴) دوباره تبدیل به شهری در قامت شهرهای میانرودان شد و بناهای آیینی آن با مجسمه‌های سنگی و لوح‌هایی شبیه به لوح‌های میانرودان تزئین شد. با این وجود از شواهد باستان‌شناسی چنین بر می‌آید که از نظر سیاسی شوش تحت کنترل حکومت‌های میانرودان نبود و حاکمان آن طبقه‌ای از بومی‌های «میانرودان‌زده» بودند که به تأثیر از چند کتبیهٔ سومری مرتبط با «دودمان» ایلامی آوان دانسته می‌شوند. تخمین زده می‌شود شوش ایلامی در اوج خود حدود ۹۵ هکتار وسعت داشته‌است.
در حدود ۲۳۰۰ پ.م. سارگن بزرگ اکد شوش را فتح کرد و آن را به قلمرو حکومت تازه‌تأسیس خود افزود. به‌نظر می‌رسد جانشینان سارگن شوش را خودمختار رها کرده باشند. یکی از نوادگان سارگن به نام نارام‌سین معاهده‌ای با یک پادشاه ناشناختهٔ ایلامی تدوین کرد.
پس از سقوط پادشاهی اکد و در جنگ‌هایی که در پی آن رخ داد، آوان‌ها فرصت خودنمایی پیدا کردند و آخرین آن‌ها، کوتیک اینشوشیناک، حکومتی کم‌دوام را تأسیس کرد که شامل بخش‌هایی از زاگرس، ارتفاعات فارس، و شوش می‌شد. کوتیک اینشوشیناک در شوش معابد یادمانی متعددی برپا کرد که دیوارهای آنان به کتبیه‌های به زبان‌های اکدی و ایلامی خطی تزئین شده بود. این حکومت دیری نپایید و اندکی بعد سلسله سوم اور قلمرو آن را تسخیر کرد.

## شوش: از پایتختی ایلام تا فتح توسط کوروش

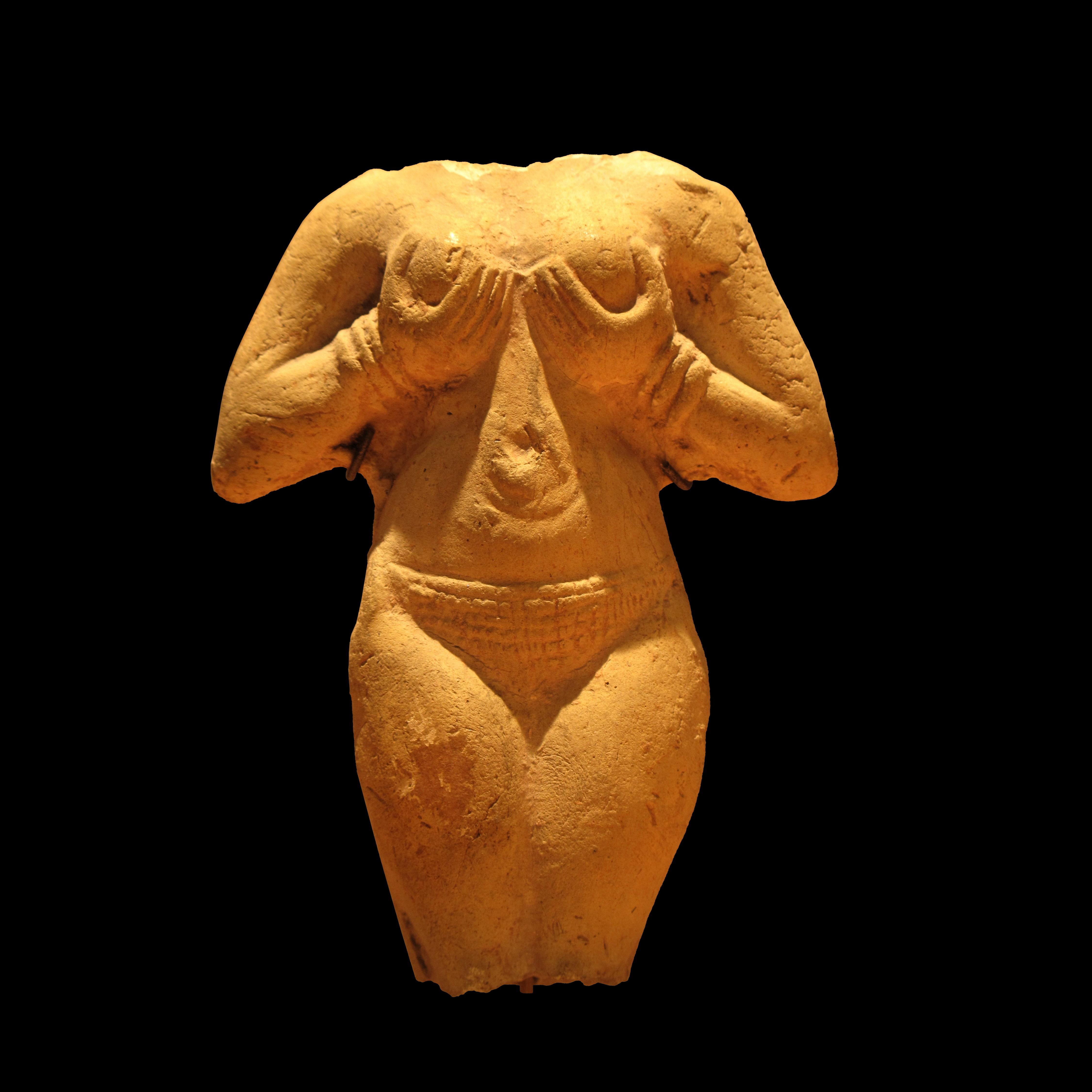
تندیسی از یک زن برهنه، از آثار متعلق به شهر باستانی شوش. این تندیس اکنون در موزه باستان‌شناسی مدیترانه‌ای در مارسی نگه‌داری می‌شود.

در حدود ۲٬۷۰۰ پیش از میلاد پادشاهی ایلام به پایتختی شوش تشکیل شد.
شوش در دوره ایلامی‌ها هزاران سال مرکز این تمدن مهم و در دوره هخامنشیان شوش از مراکز مهم حکومتی و اداری این امپراتوری پهناور بوده‌است. پس از آن نیز متأثر از رویدادهای تاریخی دستخوش تحولات بوده و پس از حمله اسکندر به‌تدریج مرکزیت خود را از دست داد. در دوره ساسانیان شوش به‌همراه شوشتر و جندی‌شاپور به عنوان مراکز اقتصادی تولید و صادرات ابریشم به اقصی نقاط جهان مطرح بودند. شوش در سال ۱۷ قمری به تصرف مسلمانان درآمد. در دوره اسلامی نیز مدت‌ها از شهرهای پرجمعیت و پررونق بود. هنگامی که مرکز خوزستان به اهواز منتقل شد، شوش اهمیت خود را از دست داد.
درباره زمان دقیق ضمیمه شدن شوش به امپراتوری هخامنشی قطعیتی وجود ندارد. ولی شواهد تاریخی نشان می‌دهد شوش پیش از فتح بابل و در زمان حکومت کوروش دوم (کوروش بزرگ) به دست پارسیان فتح شده است. در اواخر سده بیستم، کشف بایگانی صدها متن اداری ایلامی در زیر ساختمان‌های ساخته شده در زمان داریوش یکم، از وجود پادشاهی کوچک دیگری به مرکزیت شوش در ابتدای فرمانروایی کوروش بزرگ خبر داد. در منشور کوروش که پس از فتح بابل تنظیم شده، کوروش می‌گوید که معابد و محراب‌ها را در شوش و در شرق دجله ترمیم و دوباره برقرار ساخته است.
با در نظر گرفتن این نکات، و همچنین چون هیچ مدرکی دال بر حکومت بابل بر شوش در زمان سلطنت نبونعید (۵۵۵ _ ۵۳۹ پ.م) در دست نداریم، می‌توان نتیجه گرفت که که کوروش شوش را پیش از جنگ با بابل و احتمالا پیش از سال ۵۳۹ پ.م فتح کرده است. غیرممکن نیست که سقوط شوش پیش از جنگ کوروش علیه مادها (۵۵۰ پ.م.) به دشمنی میان بابل و ایران انجامیده باشد. 
شوش در دوره هخامنشیان شکوه گذشته خویش را بازیافت و چهارراه شرق و غرب شد. با توجه به اهمیت و موقعیت جغرافیایی و سیاسی خاص شوش بود که راه‌های بسیاری و به‌ویژه راه بزرگ موسوم به «راه شاهی» ارتباط این شهر را به نقاط گوناگون جهان برقرار کرد.

## راه شاهی
راه شاهی که در دوره هخامنشیان و به دستور داریوش بزرگ ساخته شد، شهر شوش، پایتخت سیاسی دولت هخامنشیان را به پاسارگاد، تخت جمشید و دیگر شهرهای امپراتوری،  ازجمله شهر نامی سارد پایتخت کشور لیدی پیوند می‌داد.
می‌توان گفت اداره سرزمین پهناور ایران و حفظ امنیت آن و انتقال سریع یگانهای نظامی و گسترش بازرگانی و ترابری و تسهیل در امر مسافرت از مهم‌ترین عوامل ساخت و گسترش شبکه راه‌ها در این دوره بوده‌است.
از سوی دیگر ایجاد راه‌ها و برقراری امنیت و تسهیل و بازرگانی، خود موجب پیوند و آشنایی ملت‌های گوناگون شد که این امر به انتقال فرهنگ‌ها و باورهای گونه‌گون منجر شد و بسیاری از نظرات فلسفی و باورهای دینی از این راه به ملت‌های دیگر هم رسید.
برطبق تاریخ فتح الفتوح و همچنین تاریخ طبری، اعراب به هنگام فتح شهر شوش، بیش از ۳۰ هزار نفر را به قتل رساندند و تعداد ۲۰ هزار گاو - اسب، زن و دختر را به غنیمت بردند. این شهر تا سده‌ها بعد، از رونق افتاد.
به گواه نگاشته‌های تاریخ معاصر ایران، باستان‌شناسان فرانسوی حجم عظیمی از آثار باستانی شوش را از ایران خارج کردند و برای این منظور از راه‌آهن و تعداد زیادی کشتی و کار شبانه‌روزی هزاران برده و کارگران ایرانی استفاده می‌کردند. آثار به‌جامانده از شهر شوش حتی پس از حمله اسکندر و فرسایش طبیعی، به حدی بوده که در تمام سفرنامه‌های مربوط به آن منطقه، موجب بهت و شگفتی بوده و مطالب زیادی دربارهٔ آن نوشته شده‌است، درحالی‌که غارت فرانسوی‌ها به حدی بوده که امروزه چیز زیادی از آثار قابل رؤیت شوش، به‌جز آثار مدفون در زیر خاک، باقی نمانده‌است. تا جایی که امروزه کمتر موزه‌ای در جهان، بی‌بهره از آثار متعدد شوش باستان است، و این نشان‌دهنده ابعاد وسیع غارتگری آثار شوش باستان طی چند دهه است.

## زیگورات چغازنبیل
زیگورات چُغازنبیل در حدود چهل‌کیلومتری ویرانه‌های کاخ آپادانای شوش قرار دارد.
به‌سبب اخلاص مسلمانان شیعه و یهودیان ایران به حضرت دانیال، شوش یک دهکده مسکونی است. امروزه شهر شوش در شمال استان خوزستان از یادمان‌های تاریخی کهن، دیگر آن شکوه و اهمیت دیرین خود را دارا نیست.
نام‌هایی مانند سوس - شوشا- سوسه - سویس و سویز که در بعضی مناطق شمال آفریقا وجود دارد نیز مرتبط با نام شهر شوش است. مهاجران ایرانی و عرب که از این منطقه به شمال آفریقا مهاجرت کرده‌اند این نام‌ها را در دوره اسلامی رایج کرده‌اند. شهر شوش در دوره قبل از اسلام شهرت جهانی داشته و به همان اندازه شهرت داشته که بابل، کلده، لیدی، نیل و لیبیه و… 
بنا به دانشنامه ایرانیکا در حدود ۴٬۲۰۰ پیش از میلاد، شهر شوش در جنوب غربی ایران بنیان‌گذاری شد.
سفالینه‌های نقاشی‌شده متعلق به حدود ۳٬۵۰۰ پیش از میلاد در شوش واقع در ایلام بیانگر دوره‌ای پیش‌رفته از طرح‌های هندسی، ایجاد سبک خاص از انسان و شکل‌هایی از جانوران در آنهاست.
در سال ۵۵۸ پیش از میلاد پادشاهی کوروش بزرگ (کوروش دوم) در انشان (فارس) و خوزستان آغاز شد و پایتخت هخامنشیان به شوش منتقل شد.

## کاخ آپادانا در شوش خوزستان
کاخ آپادانای شوش کاخ زمستانی شاهان هخامنشی و کاخ اصلی داریوش بزرگ بوده‌است. این کاخ به دستور داریوش بزرگ پادشاه هخامنشی در حدود سال‌های ۵۱۵_۵۲۱ پیش از میلاد در شوش روی آثار و بقایای عیلامی بنا نهاده شد. دیوارهای کاخ از خشت و ستون‌های آن از جنس سنگ است. این کاخ در حفاری‌های بین سال‌های ۱۳۱۱ تا ۱۳۱۴ از زیر خاک بیرون آورده‌شد و پس از ۷۰ سال در سال ۱۳۸۰ در فهرست آثار ملی ایران به شمارهٔ ۳۹۸۱ به ثبت رسید.

## نگارخانه

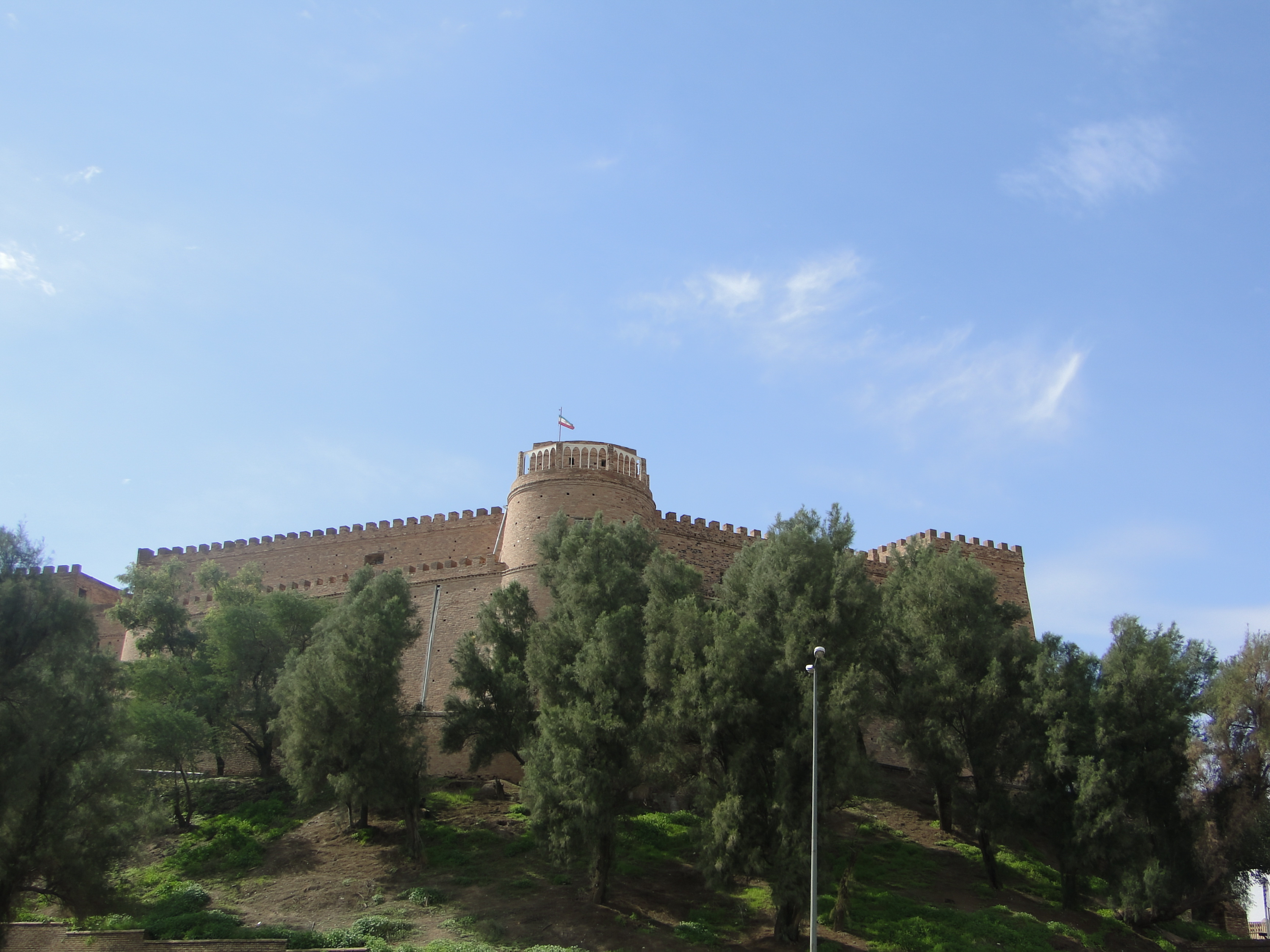
قلعه فرانسویها در محوطه کاخ آپادانا که با استفاده از خشت‌های باستانی بنا شده‌است
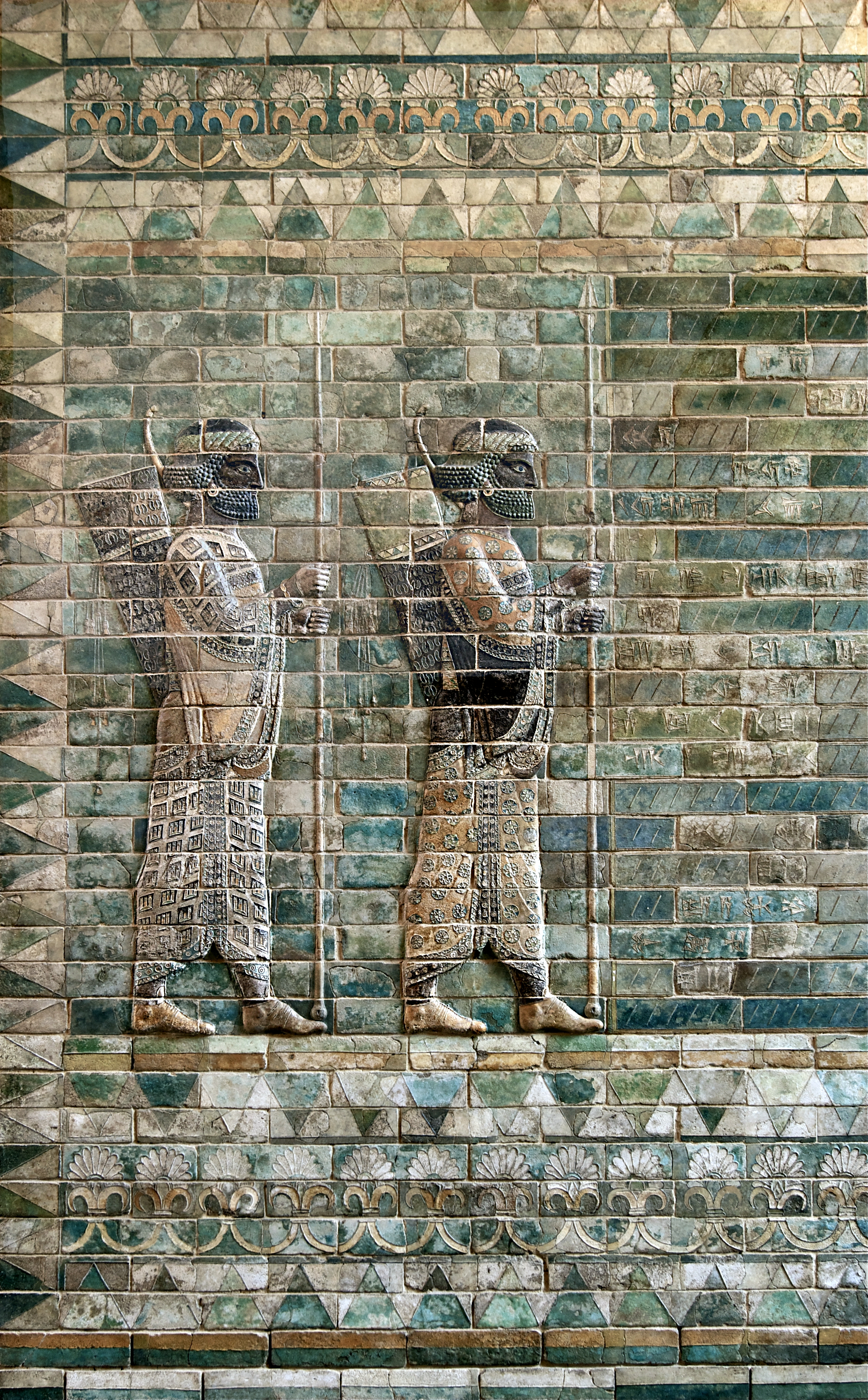
نقش برجسته‌ای از گارد جاویدان کاخ داریوش اول در شوش (موزه لوور)
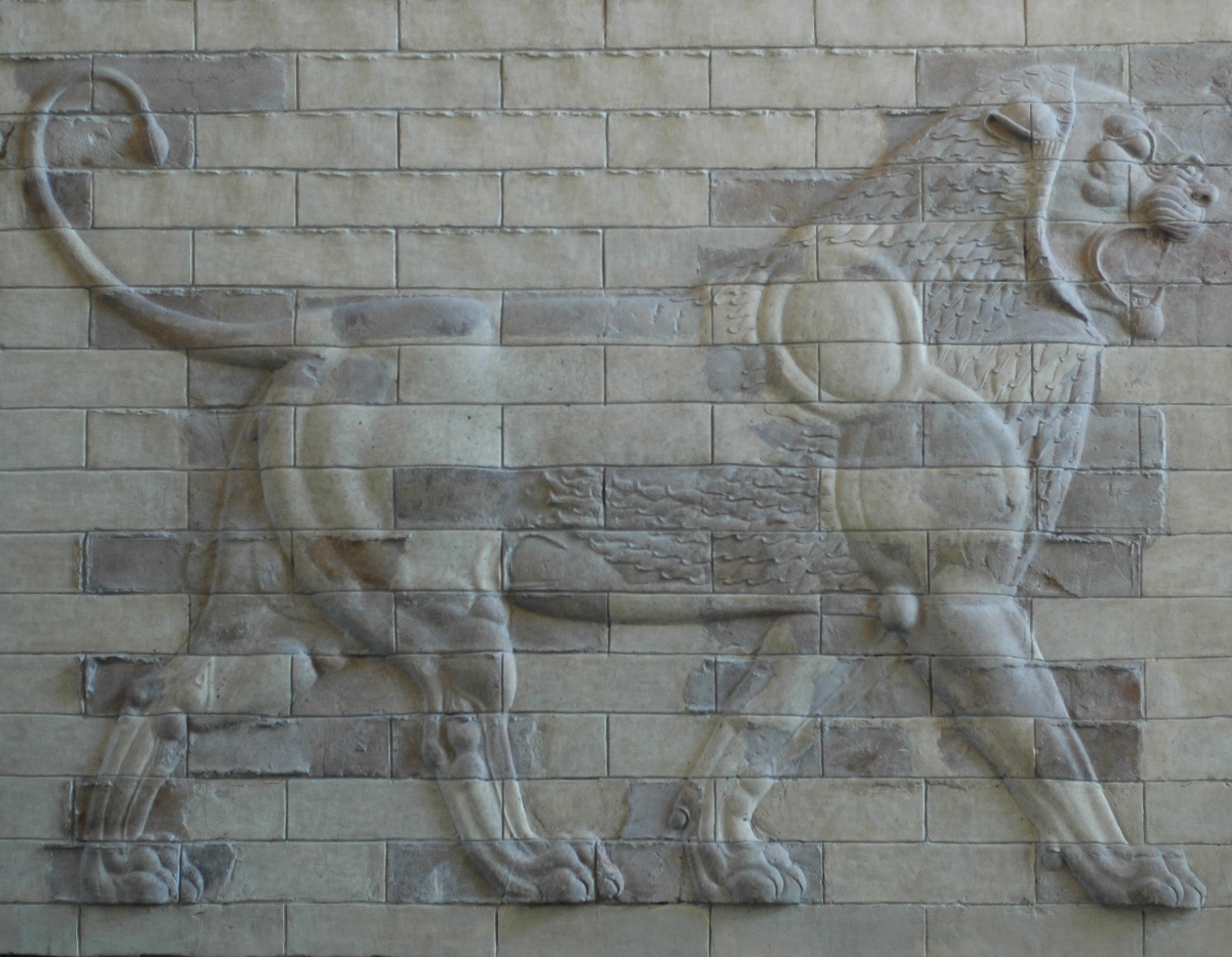
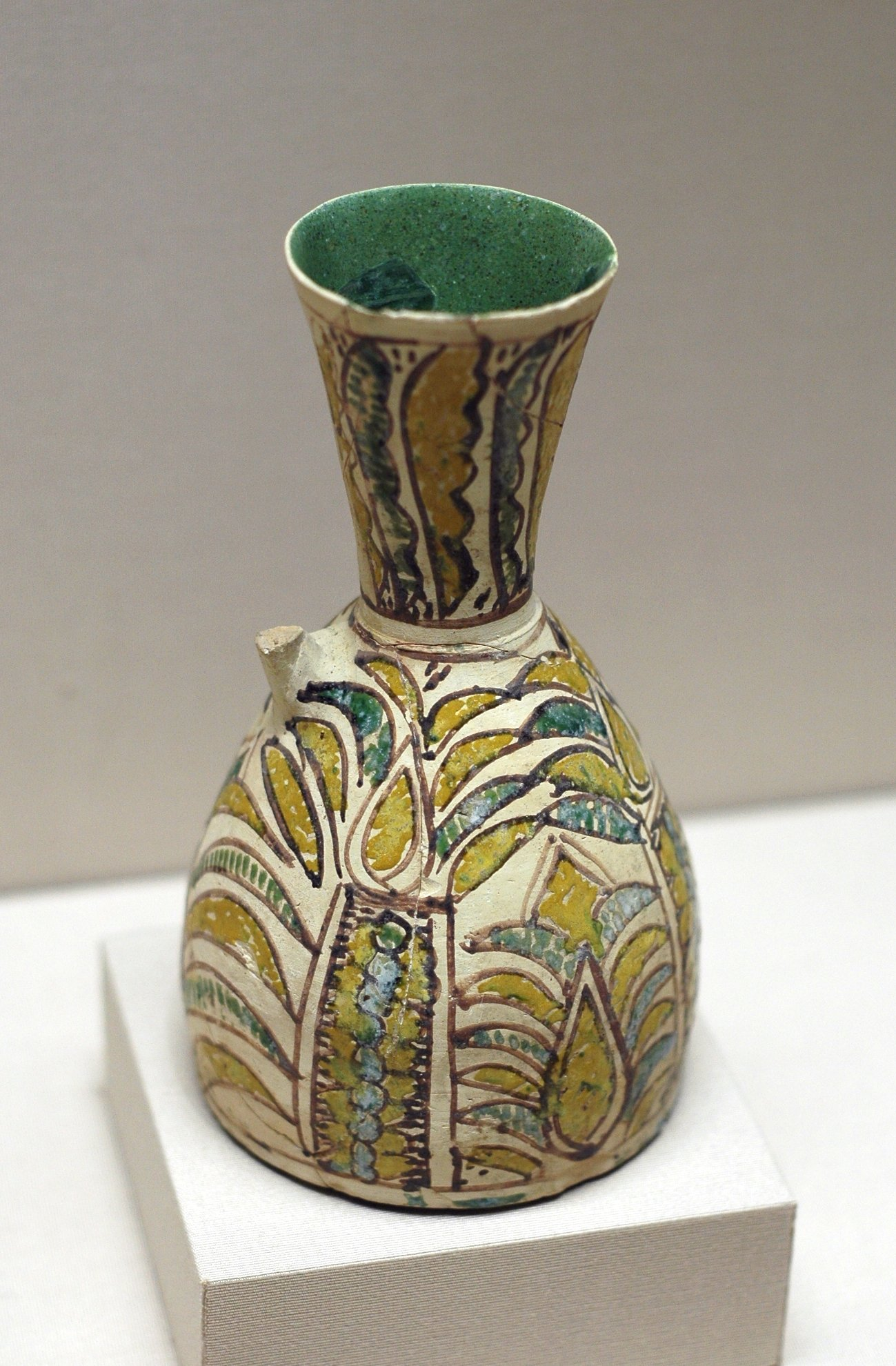
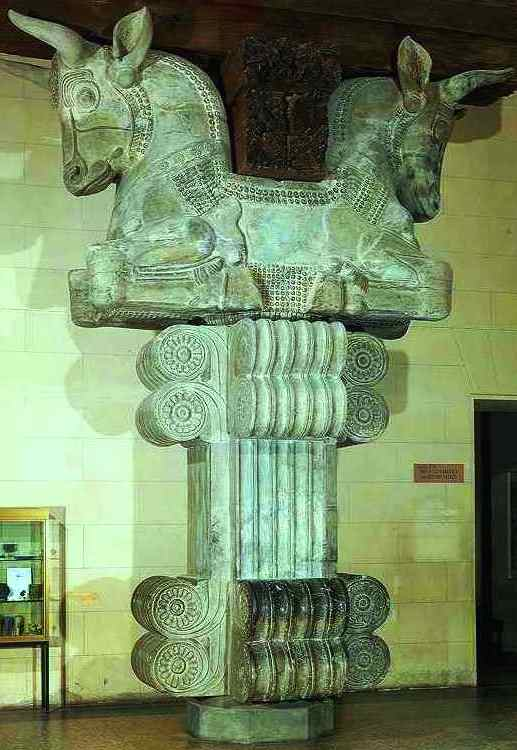
یکی از سرستون‌های کاخ آپادانای شوش (موزه لوور)
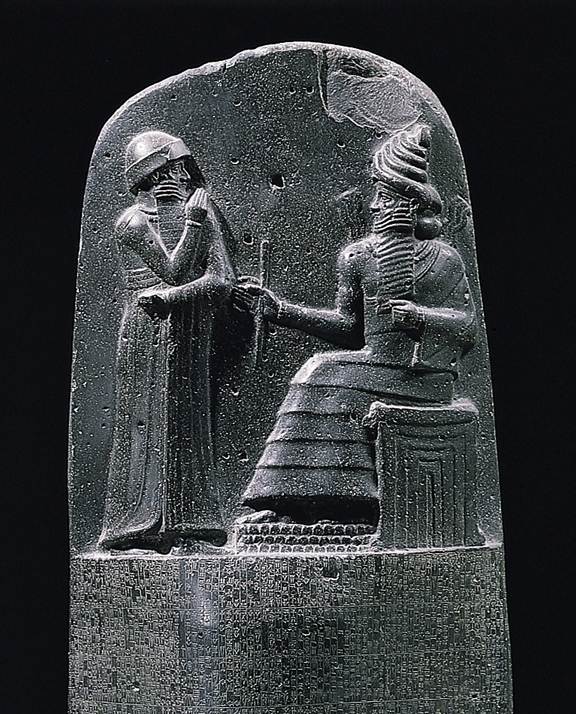
قانون حمورابی با قدمتی نزدیک به چهارهزار سال (موزه لوور)
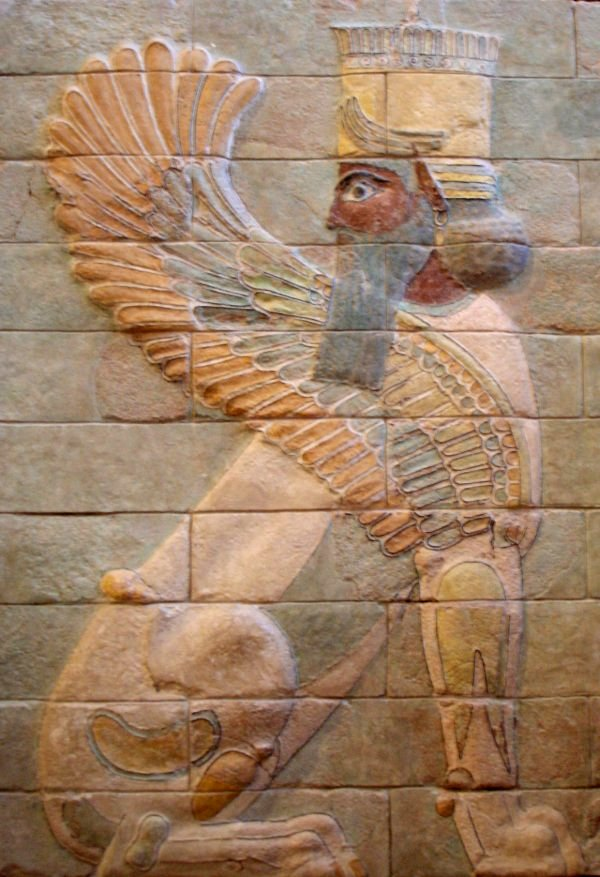
شیر بالدار از کاخ داریوش بزرگ در شوش (موزه لوور)
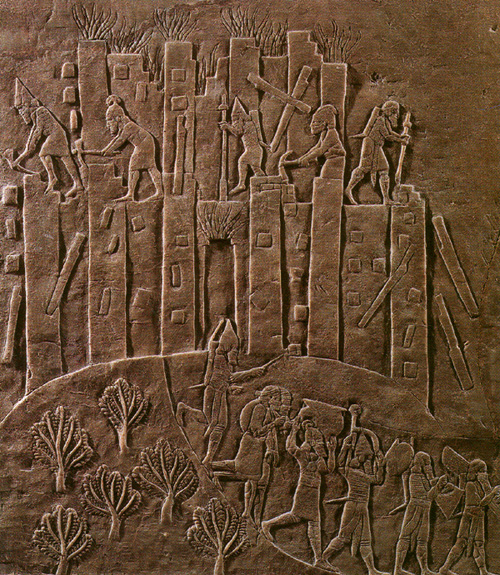
نبرد خونین آشور بانیپال ضد شوش در این نقش برجسته ثبت شده‌است که غارت شهر شوش را در ۶۴۷ پیش از میلاد نشان می‌دهد. در این‌جا آتش از شهر زبانه می‌کشد، درحالی‌که سربازان آشوری شهر را با کلنگ و دیلم واژگون می‌کنند و غنایم را به خارج از شهر می‌برند (موزه بریتانیا)
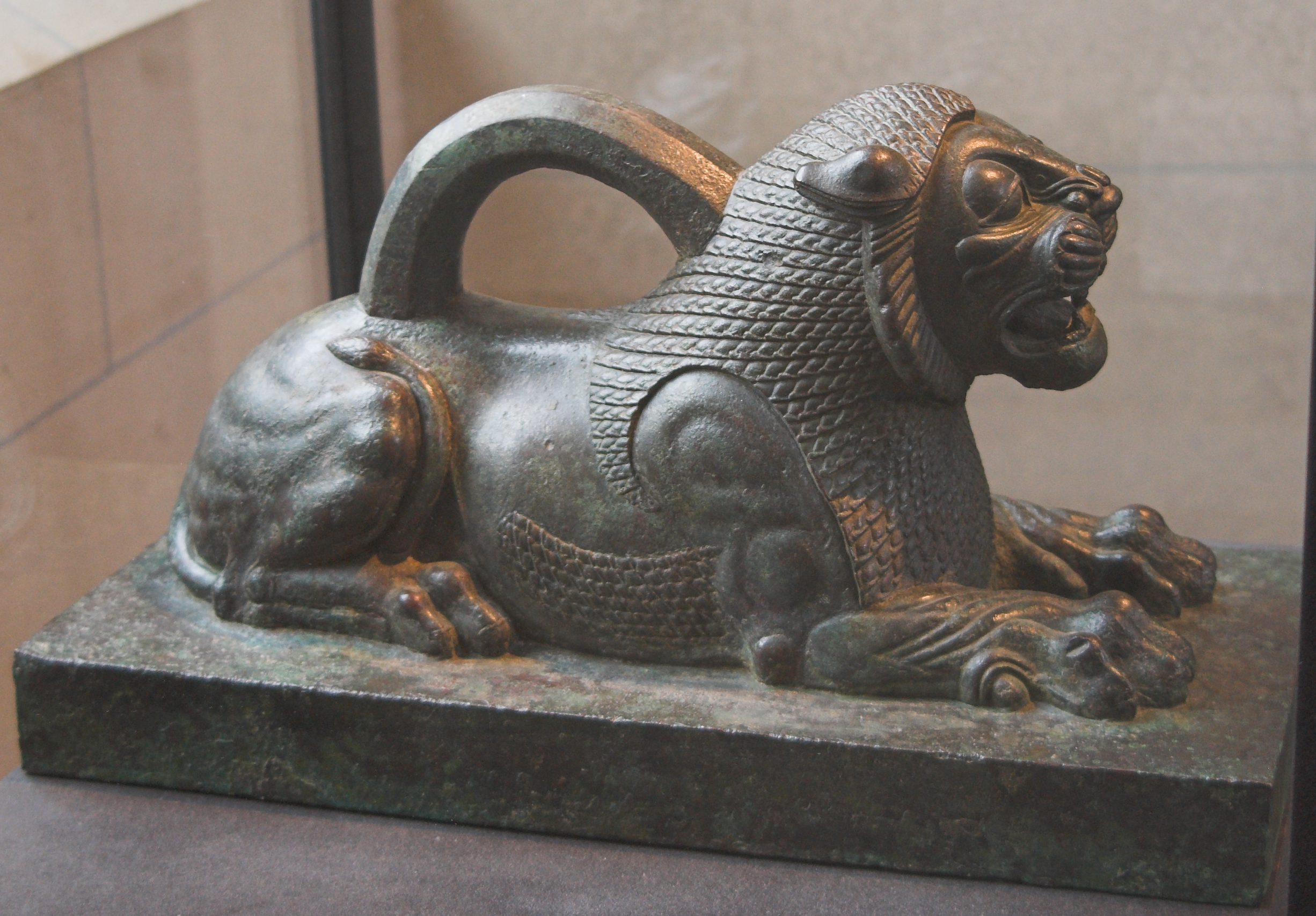
وزنه به شکل شیر، سده ششم تا چهارم پیش از میلاد از جنس برنز، دوره هخامنشیان، کشف شده در آکروپل شوش.